# Kishan Maharaj
Kishan Maharaj (Hindi किशन महाराज Kiśan Mahārāj; * 3. September 1923 in Kabir Chaura; † 4. Mai 2008 in Khajuri) war ein indischer Tablaspieler.

## Leben
Maharaj entstammte einer Familie von Tabla-Spielern, die über Generationen den Stil der Benares-Gharana pflegte. Er wurde von seinem Vater und nach dessen Tod von einem Onkel im klassischen Tablaspiel unterrichtet und begann im Alter von elf Jahren aufzutreten. Neben der Tabla beherrschte er weitere klassische indische Instrumente, darunter Sitar und Sarod. Er arbeitete mit namhaften Musikern wie Omkarnath Thakur, Faiyaz Khan, Bhimsen Joshi, Ravi Shankar, Bade Ghulam Ali Khan, Girija Devi, Ali Akbar Khan zusammen und begleitete als Solist die Tänzer Shambhu Maharaj, Birju Maharaj und Sitara Devi.
Er trat in den Filmen Banaras Utsav (2003), Maestros Perform (mit dem Flötisten Hariprasad Chaurasia, 2006) und When the Time Stood Still (mit dem Sitarspieler Vilayat Khan, 2006) auf und veröffentlichte u. a. die Alben Echoes of Benaras (mit Bismillah Khan, 1991) und Sympatico (mit Shivkumar Sharma, 2002). Zu Maharajs Schülern zählten neben vielen anderen Sukhvinder Singh Namdhari, Balkrishna Iyer, Ramesh Mishra und Sandeep Das. Mit dem Padma Shri (1973) und dem Padma Vibhushan (2002) erhielt er zwei der höchsten Auszeichnungen der indischen Regierung.